# 코메르시우 광장

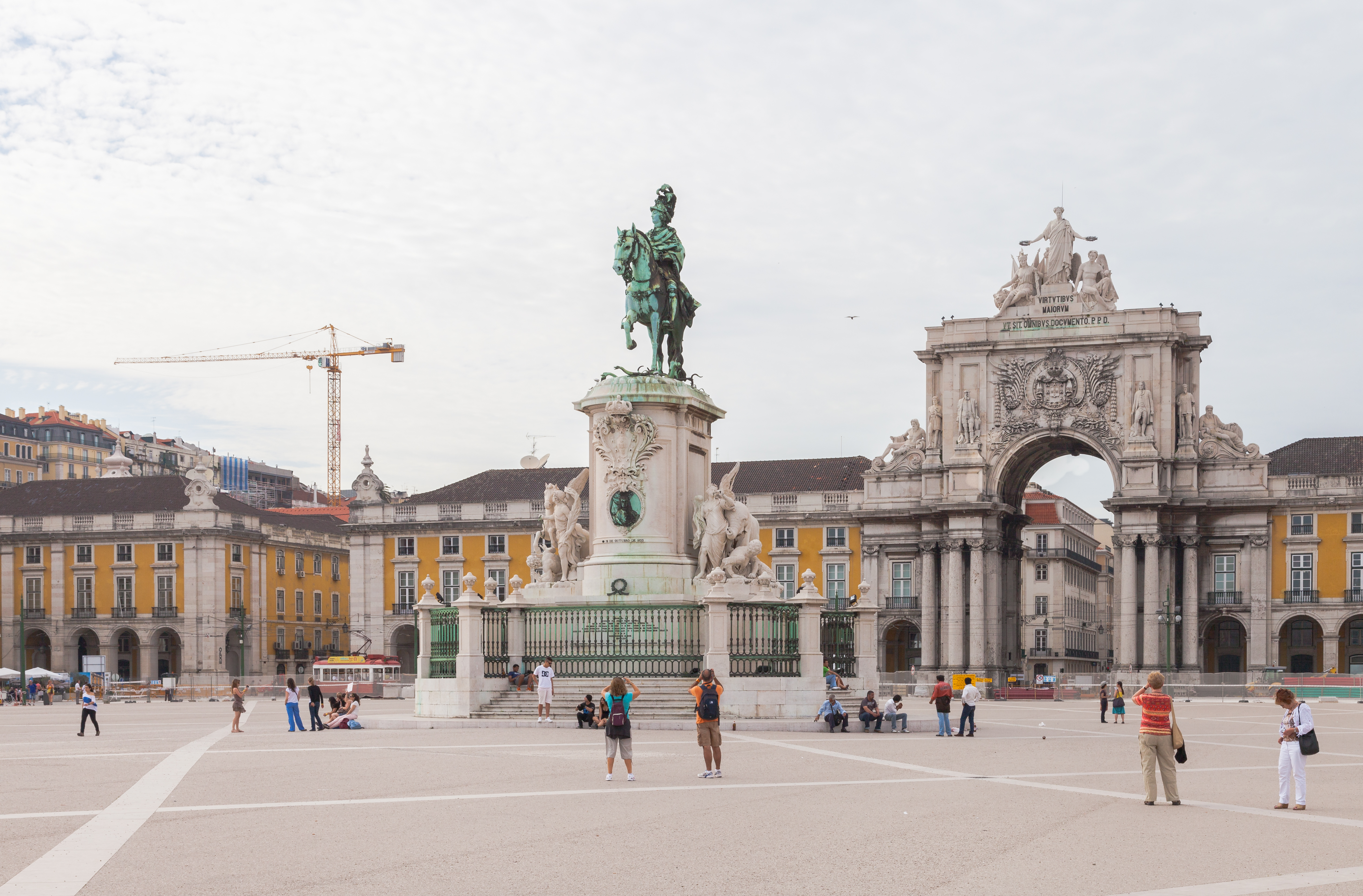
코메르시우 광장

코메르시우 광장(포르투갈어: Praça do Comércio)은 포르투갈 리스본의 광장이다. 타구스강변에 위치해있으며 과거에 마누엘 1세의 리베이라 궁전이 위치해 있었기 때문에 궁전 광장이라는 별칭으로도 통한다. 1755년 리스본 대지진으로 궁전이 파괴된 이후에 폼발 후작의 도시계획에 의해 광장으로 재건축되었다.

## 특징

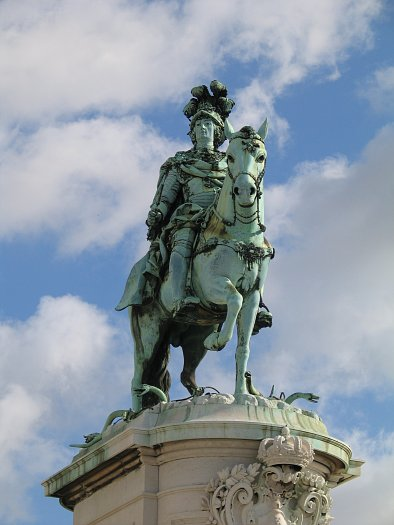
주제 1세의 기마상 (1775).

광장의 중앙에는 주제 1세의 기마상이 세워져있다. 리스본 대지진 당시 포르투갈을 통치하던 왕이며 그는 지진의 여파로 거처를 아쥬다 언덕의 텐트로 옮겼다고 한다.

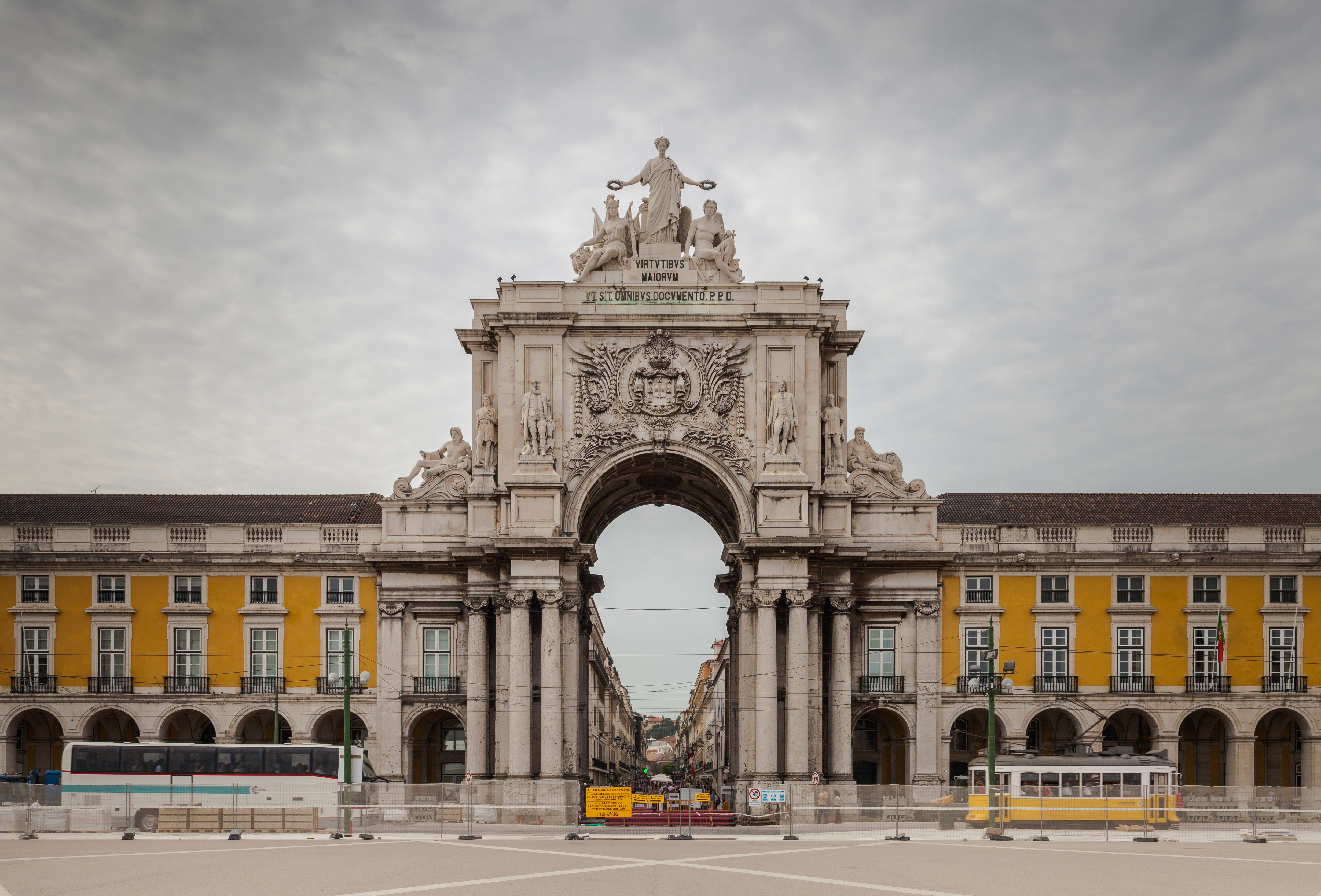
아우구스타 아치

광장의 북쪽에는 대지진으로부터의 회복을 상징하는 개선문, 아우구스타 아치가 있다. 11m 높이의 여섯개의 기둥 위에 폼발 후작, 바스코 다 가마 등의 유명한 인물들이 조각되어 있다.

## 같이 보기
- 리베이라궁
- 호시우 광장